# Philautus hallidayi
Philautus hallidayi är en groddjursart som beskrevs av Madhava Meegaskumbura och Kelum Manamendra-Arachchi 2005. Philautus hallidayi ingår i släktet Philautus och familjen trädgrodor. Inga underarter finns listade i Catalogue of Life.